# Calandrella cinerea
A Calandrella cinerea a verébalakúak a madarak osztályának verébalakúak (Passeriformes) rendjébe és a pacsirtafélék (Alaudidae) családjába tartozó faj.

## Rendszerezése
A fajt Johann Friedrich Gmelin német természettudós írta le 1789-ben, az Alauda nembe Alauda cinerea néven.

## Alfajai
- Calandrella cinerea cinerea (Gmelin, 1789) – dél-Namíbia, nyugat-Dél-afrikai Köztársaság;
- Calandrella cinerea millardi Paterson, 1958 – dél-Namíbia, nyugat-Dél-afrikai Köztársaság;
- Calandrella cinerea saturatior Reichenow, 1904 – Nigériától és a Kongói Demokratikus Köztársaságtól Ugandáig, Angola északi részéig, Tanzánia nyugati, délnyugati részéig, Tanzánia északkeleti részéig, Zambia északi részéig, Malawiig;
- Calandrella cinerea spleniata (Strickland, 1853) – délnyugat-Angola, északnyugat-Namíbia;
- Calandrella cinerea williamsi Clancey, 1952 – dél-Kenya, észak-Tanzánia;
- Calandrella cinerea fulvida (Clancey, 1978) – dél-Angola, dél-Zambia, Zimbabwe;
- Calandrella cinerea alluvia (Clancey, 1971) – dél-Mozambik; észak-Botswana;
- Calandrella cinerea niveni (Macdonald, 1952) – kelet-Dél-afrikai Köztársaság.

## Előfordulása
Afrika középső és déli részén honos. Természetes élőhelyei a szubtrópusi és trópusi gyepek, sós mocsarak és tengerpartok, valamint szántóföldek. Vonuló faj.

## Megjelenése
Testhossza 15 centiméter, testtömege 20-26 gramm.
|  |

## Életmódja
Magokkal, rovarokkal és csigákkal táplálkozik. Fészkét a földre helyezi, fűcsomó, kő vagy bucka tövébe. Egész évben költhet, de leggyakrabban szeptembertől decemberig.

## Természetvédelmi helyzete
Az elterjedési területe rendkívül nagy, egyedszáma pedig növekszik. A Természetvédelmi Világszövetség Vörös listáján nem fenyegetett fajként szerepel.